# STS-3
是历史上第三次航天飞机任务，也是哥伦比亚号航天飞机的第三次太空飞行。

## 任务成员
- 杰克·洛斯马（Jack Lousma，曾执行天空实验室3号以及任务），指令长
- 戈尔登·福勒顿（C. Gordon Fullerton，曾执行以及任务），飞行员

### 替补成员
替补成员同样接受任务训练，在主力成员因各种原因无法执行任务时接替。
的替补团队执行了任务。
- 肯·马丁利（Ken Mattingly，曾执行阿波罗16号、以及任务），指令长
- 亨利·哈特斯菲尔德（Henry W. Hartsfield，曾执行、以及任务），飞行员